# Tikuna atramentum
Tikuna atramentum is een haft uit de familie Leptophlebiidae. De wetenschappelijke naam van de soort is voor het eerst geldig gepubliceerd in 1947 door Traver.
De soort komt voor in het Neotropisch gebied.